# Johannes Cornelis de Jonge

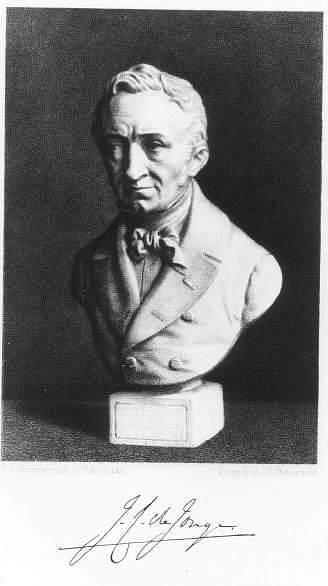
Johannes Cornelis de Jonge

Johannes Cornelis de Jonge (Zierikzee, 9 mei 1793 - buitenplaats Zuidhoorn Rijswijk (Zuid-Holland),  12 juni 1853) was een Nederlands politicus en geschiedschrijver. Hij was de broer van Marinus Willem de Jonge van Campensnieuwland en de vader van Willem Adriaan Cornelis de Jonge, Johan Karel Jakob de Jonge en Bonifacius Cornelis de Jonge (1834-1907). 

## Leven
Jhr. mr. J.C. de Jonge studeerde te Leiden en werd in 1814 substituut-rijksarchivaris. In 1815 trok hij met de Leidse studenten ten strijde en promoveerde het volgende jaar. Rijksarchivaris Hendrik van Wijn was daarbij zijn promotor. In het jaar van zijn promotie werd De Jonge aangesteld als eerste directeur van het Koninklijk Penningkabinet. In 1825 werd De Jonge lid van de Koninklijk Instituut van Wetenschappen. In 1831 werd hij algemeen rijksarchivaris, wat hij bleef tot zijn overlijden. Verder was hij van 1826-1851 lid van de Haagse gemeenteraad, van 1845-1851 wethouder en van 1840-1851 lid der Provinciale Staten van Zuid-Holland. Hij overleed op 12 juni 1853 op zijn buitengoed Zuidhoorn bij Rijswijk.

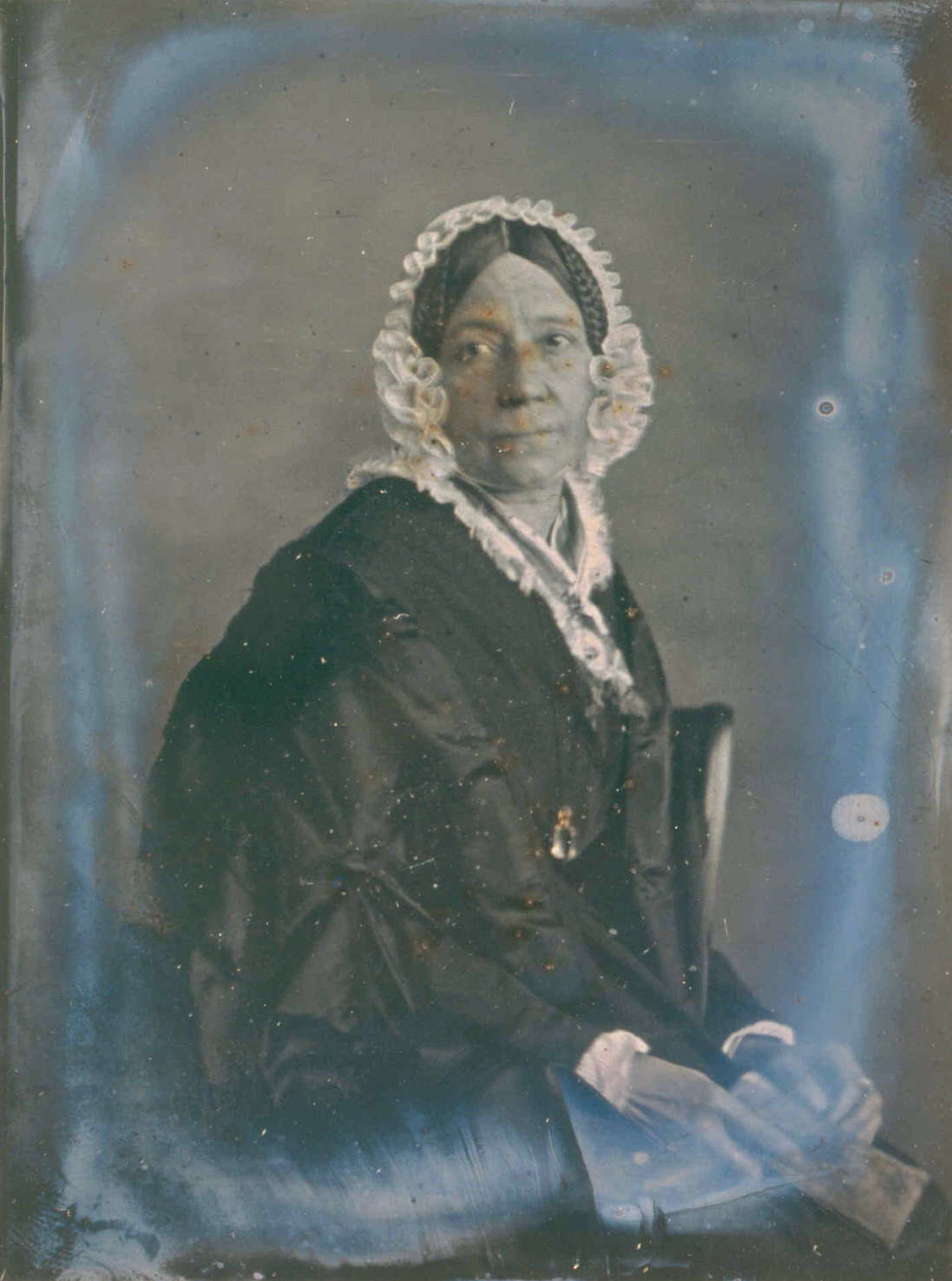
Portret van Hendrietta Philipina Jacoba de Jonge-van Kretschmar, door een anonieme kunstenaar.

Hij trouwde in 1816 met Hendrietta Philippina Jacoba van Kretschmar (1791-1861) met wie hij vijf kinderen kreeg.

## Atlas voor de Geschiedenis van het Nederlandse Zeewezen
De Jonge stelde een historische atlas op het gebied van de Nederlandse scheepvaart samen. In 1943 werd deze door diens nazaten geschonken aan het Maritiem Museum in Rotterdam.  De atlas bestaat uit prenten van zeehelden, historieprenten, afbeeldingen van penningen, vlaggenkaarten  en (zee) kaarten.

## Werk
Naast vele werken in het Latijn er Frans over Nederlandse geschied- en oudheidkunde, schreef hij
- Verhalen over den oorsprong der Hoeksche en Kabeljauwsche twisten, (Leiden 1817)
- Levensschets van Floris den voogd van Holland (in de Verh. van Lett., 1819)
- Verhalen over den oorsprong, den voortgang en de hoedanigheid van den invloed des derden Staats in de Statenvergaderingen gedurende het Hertogelijk en Grafelijk bewind in Braband, Vlaanderen, Holland en Zeeland (bekroond, 1824)
- De Unie van Brussel des jaars 1577 (s'-Hage 1825)
- Verhandelingen en onuitgegeven stukken, betreffende de gesch. der Nederlanden (2 dln., Delft 1825, 's-Hage 1827)
- Onderzoek over den oorsprong der Nederlandsche vlag ('s-Hage en Amst. 1831)
- Hendrik van Wijn als geleerde en staatsman geschetst (ald. 1832)
- Geschiedenis van het Nederlandsche zeewezen (6 dln., 's-Hage 1833-'48, 2e druk Haarl. 1858-'62, bewerkt door zijn zoon Jan Karel Jacob)
- titel-uitgave: Neerlands roem ter zee (Zwolle 1868)
- Nederland en Venetië ('s-Hage 1852).

Verder talrijke geschiedkundige bijdragen in almanakken, handschriften van geleerde genootschappen, enz.